# Parapoynx allionealis
Parapoynx allionealis là một loài bướm đêm trong họ Crambidae.